# Anne Marie Telmányi

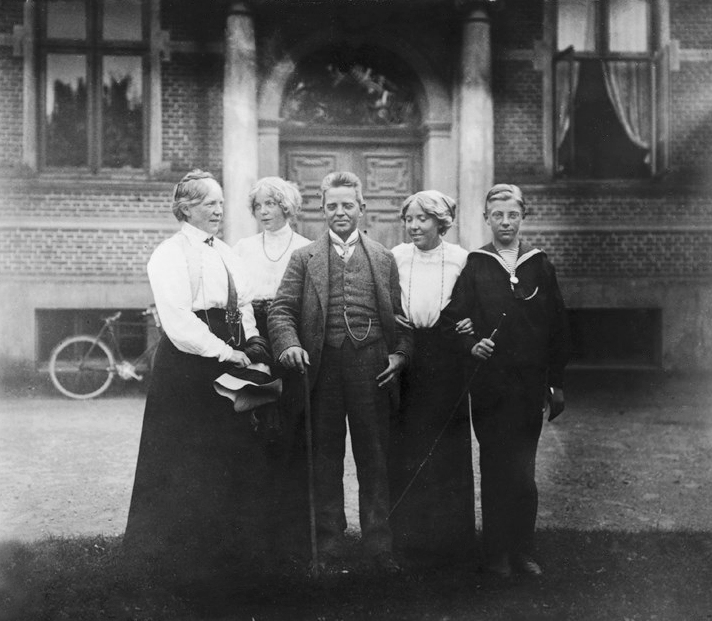
A Nielsen család vendégségben Lollandon, a Fuglsang birtokon, 1915 körül
Anne Marie Carl-Nielsen, Anne Marie Telmányi, Carl Nielsen, Irmelin Johanne és Hans Borge

Anne Marie Frederikke Telmányi (született: Anne Marie Frederikke Nielsen, Koppenhága, Dánia, 1893. március 4. – Hørsholm, 1983. április 17.) dán festőművész. Művészcsaládban nőtt fel, édesapja Carl Nielsen (1865–1931) zeneszerző, hegedűművész, édesanyja Anne Marie Carl-Nielsen (született: Brodersen, 1863–1945) szobrászművész volt. Férje, a magyar származású hegedűművész, Telmányi Emil (1892–1988) volt.

## Élete
Anne Marie a család második gyermekeként jött világra 1893-ban Koppenhágában, a Frederiksholms-csatorna partján, ahol az apja ösztöndíjként kapott lakásában éltek. A korabeli művésztársadalom prominens személyiségei fordultak meg itt. Anne Marie 1965-ben megjelent Gyermekkori otthonom (Mit barndomshjem) című művében mutatja be ezt az időszakot. Később még egy könyvet írt családjáról, elsősorban édesanyjáról (Anne Marie Carl-Nielsen, 1979).
1909-ben, mindössze 16 évesen, lett a Dán Királyi Művészeti Akadémia (Kongelige Danske Kunstakademi) növendéke. Egy évvel később Angliába küldték bent lakásos iskolába, ahonnan 1912-ben visszatért és folytatta művészeti tanulmányait. A diplomát 1916-ban szerezte meg. 1918. február 7-én ment feleségül a magyar származású hegedű virtuózhoz, Telmányi Emilhez, aki édesapja jó barátja és kollégája volt. A két hegedűművész együtt járta be Európa színpadait. Anne Marie 1925-26-ban Párizsba ment, ahol Othon Friesz és Fernand Léger tanítványa volt a Modern Akadémián (Académie Moderne). 1936-ban elvált férjétől és édesanyjához költözött, annak 1945-ben bekövetkezett haláláig. Még az akadémián kötött életre szóló barátságot Else Vogel-Sørensennel, akivel többször állított ki együtt.
1983-ban, 90 éves korában hunyt el a Sjællandon fekvő Hørsholmban. A koppenhágai Nyugati Temetőben (Vestre Kirkegård), szülei közelében, helyezték végső nyugalomra.

## Munkássága
Művészetén az európai avantgárd, elsősorban az posztimpresszionizmus hatása érződik. Kedvelt témái a portrék és az aktok. Mind beltéri, mind természeti környezetben szívesen festette meg figuráit.

### Művei
- Odüsszeusz és Nauszikaa (Odysseus Og Nausikaa)
- Madame Bourret és J. F. Willumsen portréja (Portræt af Madame Bourret og J. F. Williumsen, 1948)
- Férfi és női akt a tájban (Männlicher und weiblicher Akt in weiter Landschaft)
- Enteriőr két fiatal hölggyel (Interiør med to unge kvinder)
- Hölgy fehér kendőben (Portræt af kvinde med hvide tørklæde, 1939)

## Fordítás
- Ez a szócikk részben vagy egészben az Anne Marie Telmányi című dán Wikipédia-szócikk ezen változatának fordításán alapul.  Az eredeti cikk szerkesztőit annak laptörténete sorolja fel. Ez a jelzés csupán a megfogalmazás eredetét és a szerzői jogokat jelzi, nem szolgál a cikkben szereplő információk forrásmegjelöléseként.